# スパイナルブレーカーズ
- スパイナルブレーカーズ
- スパイナルブレイカーズ

『スパイナルブレーカーズ』（英:SPINAL BREAKERS） とは、ビデオシステムが1990年12月に発売した業務用ビデオゲーム。本作はワッフル大佐が人造生命体・ヒルドロイドと戦う横スクロールのガンシューティングゲームである。画面は3Dシューティングゲームと同様の構成であり、主人公のワッフル大佐を左右に移動させながら敵に照準を合わせる仕組みが取られている。
開発中の仮称タイトルは『607シューティング』。

## ゲーム内容
1レバー+3ボタンで自機のワッフル大佐を操作。レバーでワッフル大佐及び照準の移動、ショットボタンでショットを放ち画面奥の敵を攻撃、バズーカ砲ボタンで弾数制限のある広範囲の敵にダメージを与えるバズーカ砲を発射、回転ボタンで左右にローリングし回避行動を取る。ステージは右方向に徐々にスクロールしていき、最後にはボスが出現、これを倒すとステージクリアとなる。
ステージ中の障害物を破壊するとアイテムが出現する事がある。また、バズーカ砲でなければ破壊できない障害物も存在する。
ステージクリア時に命中率と残りタイムに応じてボーナススコアが入る。なお、命中率ボーナスはステージ中に発射した弾数が多ければ多いほど倍率が上がり、400発未満だと0点、400発以上700発未満だと100点、700発以上1,000発未満だと5,000点、1,000発以上だと10,000点となる。
残機無しのライフ制で、敵の攻撃の受けるとライフが減り、ライフが無くなるとゲームオーバーとなる。
全7ステージ。エンディングは3つあり、タイムアップを1回でもしてクリアするとワーストエンディング、タイムアップせず1回以上コンティニューしてクリアするとバッドエンディング、タイムアップもコンティニューもせずにクリアするとグッドエンディングとなる。

### アイテム
本作に登場するアイテムを記述する。
- アイテム弾（M） - 一定数撃つ間だけ照準の範囲が広がり、弾の威力が最大4発分上がる。
- アイテム弾（+P） - 一定数撃つ間だけ照準の範囲が広がり、弾の威力が最大5発分上がる。
- アイテム弾（PM） - 一定数撃つ間だけ照準の範囲が広がり、弾の威力が最大6発分上がる。
- グレネード弾 - バズーカ砲の残り弾数が増える。
- ドラムマガジン - 一定数撃つ間だけ弾の発射速度が上がる。
- ワッフル - ライフが3ポイント回復する。
- Kレーション - ライフが24ポイント回復する。
- アンプル - 一定時間無敵になる。

## ストーリー
地殻変動で世界が歪曲したことで、人造生命体・ヒルドロイドが現れ、歴史に干渉しだした。ワッフル大佐はヒルドロイドの魔の手から世界を救うため、過去にタイムスリップする。まずナチス・ドイツ時代のドイツ、アウシュビッツ収容所に到着した彼はドイツ兵たちを退ける。
次いで彼は王朝時代の中国にある少林寺や、原始時代のロシア、古代ギリシャ、時には古代エジプトの遺跡や戦国時代の日本へと転戦を重ねる。
そして、彼は物語が起こる10年前（1980年）のアメリカに来る。彼は核ミサイルがある軍事施設へ移り、兵士たちを退けた後、眼球やミサイル、口や血管などが混ざったグロテスクなキメラのような姿の怪物に遭遇する。

## 登場キャラクター
ワッフル大佐
金髪の男性、妻子持ちでヒルドロイド殲滅のため地殻変動で歪曲した過去にタイムスリップして戦う。エンディングによってはヒルドロイドに寄生される。なお、彼の名前の由来や回復アイテムがワッフルである理由について、開発スタッフである六鹿文彦は「当時の開発室の近所にあったコンビニ（フジファミリーショップ）のワッフルが開発内で流行ったから」と説明している。
同社発売のシューティングゲーム『ソニックウィングス3』と『ソニックウィングス スペシャル』では隠しキャラ・謎の男（ただし2Pだと正体が変わる）として登場し、そちらは同じく同社発売の『ターボフォース』の自機に乗ってヒルドロイド殲滅のため部下とともに戦う。本作が金髪なのに対して『ソニックウィングス』ではカミーユと同じく茶髪碧眼になっている。
カミーユ
ワッフルの妻、茶髪碧眼の女性（娘も母譲りで茶髪）、宇宙ステーションから夫のワッフルと通信する。エンディングによっては娘とともにヒルドロイドに寄生された状態でワッフルの前に現れる。なお『ソニックウィングス スペシャル』にも謎の男（ワッフル）のエンディングで登場している。

## 移植版
| No. | タイトル               | 発売日        | 対応機種                      | 開発元                  | 発売元     | メディア                                | 備考                         | 出典               |
| --- | ---------------------- | ------------- | ----------------------------- | ----------------------- | ---------- | --------------------------------------- | ---------------------------- | ------------------ |
| 1   | スパイナルブレーカーズ | 2025年6月12日 | PlayStation 4 Nintendo Switch | ハムスター （移植担当） | ハムスター | ダウンロード （アーケードアーカイブス） | 日本版、北米版、欧州版を収録 | [ 8 ] [ 9 ] [ 10 ] |

アーケードアーカイブス版
家庭用初移植。日本版、北米版、欧州版の3バージョンを収録。「こだわり設定」にて命中率とヒットカウントをゲーム中に表示させる事が可能。「ハイスコアモード」及び「キャラバンモード」は日本版、北米版、欧州版の3部門でそれぞれ集計される。

## スタッフ
- プロデューサー：AKIHITO HONAMI
- 4000DO MEMBERS:HIROYA TSUBAKIMOTO、YASUTOSHI ISHIDA、TAIZOU KOJIMA、YASUKUNI SUGA
- プログラマー：AIZ!
- グラフィックデザイナー：HYOUE OGAWA、FM CCCP、MARI F、SHOKO ISHIMOTO、FUNARA 'SARU-U'、W KOBUSHI
- コンポーザー：NAOKI ITAMURA（板村直樹）
- サウンド エフェクト：KENJI OKUDA（奥田健司）、SLEEPING ARIKAWA（ありかわまさと）
- スペシャル サンクス：R TAKANO、HOROPECHI、FUKASE GIKEN、OFFICE 607、HIROMI
- アドバイザー：TADATSUGU HONDA

出典：『スパイナルブレーカーズ』スタッフロール